# Mediavenir
Ne doit pas être confondu avec Cerfia.
Mediavenir est un média hybride d'influence politique lancé le 3 janvier 2020, initialement connu sous le nom de Conflits FR jusqu'au 27 août 2020, appartenant, de 2022 à 2025, à MarmeladZ, propriété depuis 2024 du milliardaire d'extrême droite Pierre-Édouard Stérin.

## Historique
Le compte Twitter Conflits France est lancé en janvier 2020 par Stanislas Racine, alors en deuxième année de droit. Il traite initialement de « géopolitique, terrorisme et cybersécurité », avant de se consacrer à la pandémie de Covid-19, dont il assure un suivi quotidien, et qui consacre sa notoriété. Il est épaulé par plusieurs étudiants en journalisme et en communication,. De trois, leur nombre s'élargit à plusieurs dizaines. Les rédacteurs sont bénévoles.
Il relaye également des informations généralistes. Courant 2020, il lance un compte secondaire consacré aux « bonnes nouvelles ».
En avril 2020, un site internet d'information est lancé, et le collectif se structure en association.
Il adopte son nom définitif, Mediavenir, le 27 août 2020. Un de ses concurrents est Cerfia.
Dans le cadre de la campagne de l'élection présidentielle française de 2022, il a par interviewé des personnalités de La France insoumise et de La République en marche.
En février 2022, le groupe MarmeladZ annonce prendre dans son giron Mediavenir,. Celui-ci possède en juin 2023 2,5 millions d'abonnés sur Twitter. L'un des fondateurs du média, Yazid Bouziar, est actuellement rédacteur en chef. Celui-ci partage, avec MarmeladZ, la copropriété d'Avenir Media, une entreprise reliée à Mediavenir.
En février 2024, MarmeladZ est acheté par le milliardaire d'extrême droite Pierre-Édouard Stérin. En juin 2024, Mediavenir dément sur le réseau social X avoir des liens avec le milliardaire, affirmant que leur collaboration avec MarmeladZ a pris fin un an auparavant.
Depuis le 14 janvier 2025, Mediavenir est édité par la société JBYB. Le sigle JBYB de la nouvelle société fait référence à Jean-Baptiste Devic en tant que Directeur général de la société pour le JB et à Yazid Bouziar en tant que Président de la société pour le YB.

## Identité visuelle

Logo de Conflits FR (2020).
Logo du compte Mediavenir (2020-2025).

## Critiques
En 2020, Conflits FR est critiqué pour avoir relayé de manière rapide des informations « incomplètes, imprécises, à demi-vraies ou tout simplement fausses », au sujet des explosions au port de Beyrouth de 2020, des belligérants de la seconde guerre civile libyenne, de la pandémie de Covid-19, ou confondant le Premier ministre ukrainien avec son ministre de l'Intérieur, dont des manifestants réclament la démission. Il lui est aussi reproché de publier des informations sans les avoir vérifiées au préalable. Celles-ci sont cependant supprimées et le compte publie un rectificatif,. Cependant, ces informations reprises par d'autres comptes, continuent de se diffuser.
Cependant, la grande majorité des informations tirées du compte sont exactes, le journaliste Nicolas Hénin les estime à « de 95 à 97 % », qui en reconnaissant un « gros travail de veille », note un caractère « piège à clics » et un manque de prudence. Il note que la globale fiabilité du compte pose problème dans le sens où contrairement à un compte diffusant des fausses informations, qui ne sera pas pris au sérieux, ici, il y aura tendance à faire confiance à toute information qui en émane. Il ajoute que « faire de la veille, ça nécessite de connaître un minimum les sujets que l'on relaie » pour décider de publier ou non l'information ou la prendre avec des pincettes. Il estime qu'il ne s'agit « pas du journalisme, c'est du bruit, qui parasite la recherche d'informations sur Twitter », alors que ses « contenus anxiogènes rapprocherait sa ligne de certains comptes de la fachosphère. À lire ce compte, on en vient à se dire « le monde est dangereux, il faut s'en protéger » ».
Les médias hybrides, dont Mediavenir, sont accusés, notamment par les journalistes, de « pill[er] les informations », d'autant qu'ils sont désormais rémunérés par Twitter.